# Josep Blanch (1620-1672)
Josep Blanch (1620-1672) fou un canonge i arxiver de Tarragona. Fou autor de poesia religiosa, amorosa, satírica, burlesca i de circumstàncies, en la qual utilitzava un registre cultista que té l'arrel en Góngora. Recollí aquestes poesies en un cançoner manuscrit que titulà Matalàs de tota llana. D'acord amb la faceta d'arxiver, també va ser autor d'obres històriques com ara l'Arxiepiscopologi de la santa església metropolitana i primada de Tarragona.